# Селіна Гротіан
Селіна Гротіан (нім. Selina Grotian) — німецька біатлоністка, призерка чемпіонатів світу, чемпіонка Європи та медалістка європейських першостей, багаторазова чемпіонка та призерка молодіжних чемпіонатів світу. 

## Результати
Джерелом усіх результатів є сайт  Міжнародного союзу біатлоністів.

### Чемпіонати світу
2 бронзоі медалі
| Рік              | Індивідуалка | Спринт | Персьют | Мас-старт | Естафета | Змішана естафета | Одиночна змішана естафета |
| ---------------- | ------------ | ------ | ------- | --------- | -------- | ---------------- | ------------------------- |
| Нове Место 2024  | 4            |        |         | 30        | Бронза   |                  |                           |
| Ленцергайде 2025 | 46           | 24     | 10      | 27        | 5        | Бронза           |                           |

*В олімпійському році чемпіонат світу проводився тільки для дисциплін, що не входили до олімпійської програми.
**Одиночна змішана естафета увійшла до програми в 2019 році.

### Чемпіонати Європи
3 медалі (1 золота, 1 срібна, 1 бронзова)
| Рік              | Вік | Індивідуалка | Спринт | Персьют | Змішана естафета | Одиночна змішана естафета |
| ---------------- | --- | ------------ | ------ | ------- | ---------------- | ------------------------- |
| Ленцергайде 2023 | 18  | Бронза       | 5      | Золото  | Срібло           | —                         |

### Кубок світу
| Сезон   | Вік | Загальний залік | Загальний залік | Індивідуалка | Індивідуалка | Спринт | Спринт | Персьют | Персьют | Мас-старт | Мас-старт |
| Сезон   | Вік | Очки            | Місце           | Очки         | Місце        | Очки   | Місце  | Очки    | Місце   | Очки      | Місце     |
| ------- | --- | --------------- | --------------- | ------------ | ------------ | ------ | ------ | ------- | ------- | --------- | --------- |
| 2022–23 | 18  | NC              | Н/Д             | Н/Д          | Н/Д          | NC     | Н/Д    | Н/Д     | Н/Д     | Н/Д       | Н/Д       |

### Молодіжні чемпіонати світу
8 медалей (5 золотих, 1 срібна, 2 бронзові)
| Рік                 | Вік | Індивідуалка | Спринт | Персьют | Естафета | Змішана естафета |
| ------------------- | --- | ------------ | ------ | ------- | -------- | ---------------- |
| Обертілліях 2021    | 17  | 11           | Бронза | 8       | 4        | Н/Д              |
| Солджер-Голлов 2022 | 18  | Бронза       | 4      | Золото  | Срібло   | Н/Д              |
| Щучинськ 2023       | 19  | 5            | Золото | Золото  | Золото   | Золото           |

### Особисті перемоги
| № | Сезон   | Дата           | Етап            | Гонка             | Рівень      |
| - | ------- | -------------- | --------------- | ----------------- | ----------- |
| 1 | 2024–25 | 22 грудня 2024 | Аннесі, Франція | Мас-старт 12,5 км | Кубок світу |

### Перемоги в естафетах
| № | Сезон   | Дата           | Етап       | Рівень      | Партнери                  |
| - | ------- | -------------- | ---------- | ----------- | ------------------------- |
| 1 | 2024–25 | 15 грудня 2024 | Гохфільцен | Кубок світу | Фогт / Таннгаймер / Пройс |
| 2 | 2024–25 | 18 січня 2025  | Рупольдінг | Кубок світу | Шререр / Шнайдер / Пройс  |

## Послання на джерела
1. ↑   https://www.biathlonworld.com/athlete/grotian-selina/BTGER22503200401